# Presidente Hayes
Presidente Hayes je jedan od 17 okruga u Paragvaju. Središte okruga je u gradu Villa Hayesu. 

## Zemljopis
Okrug se nalazi u sjevernom i središnjem dijelu Paragvaja na granici s Argentinom. Presidente Hayes se proteže na 72.917 km² te je treći po veličini paragvajski okrug.

## Stanovništvo
Prema podacima iz 2011. godine u okrugu živi 109.658 stanovnika dok je prosječna gustoća naseljenosti 1,5 stanovnika na km². 

## Administrativna podjela
Okrug je podjeljen na 9 distrikta:
| Distrikt                                   | Stanovništvo (2002.) |
| ------------------------------------------ | -------------------- |
| 1. Benjamín Aceval                         | 13.309               |
| 2. Doctor José Falcón                      | 3.189                |
| 3. General José María Bruguez              | 5.678                |
| 4. Nanawa                                  | 4.830                |
| 5 Puerto Pinasco                           | 3.948                |
| 6. Teniente Primero Manuel Irala Fernández | 14.652               |
| 7. Teniente Esteban Martínez               | 6.453                |
| 8. Villa Hayes                             | 57.217               |
| 9. Pozo Colorado                           | 24.356               |